# Cecina Tusc
Gai Cecina Tusc (en llatí: Caius Caecina Tuscus) era fill d'una dida de Neró. Segurament formava part de la família dels Cecina, que tenien un origen etrusc.
Segons Fabi Rústic, va ser nomenat prefecte del Pretori l'any 56, en el lloc d'Afrani Burre. Però Cecina no va arribar a prendre possessió del càrrec, ja que Afrani va conservar el comandament dels els pretorians a través de la influència de Sèneca.
Més tard va ser nomenat governador d'Egipte, però l'emperador el va destituir quan es va saber que havia fet ús dels banys que s'havien construït pel viatge de Neró a Egipte i que Neró havia d'inaugurar. Desterrat, no degué tornar de l'exili fins a la mort de Neró. Se sap que era a Roma l'any 69.